# Mochila (dispositivo)

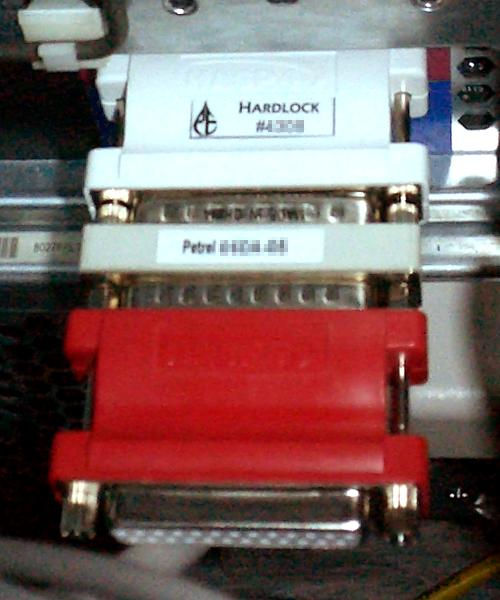
Dos «mochilas» de puerto paralelo conectadas consecutivamente.

En informática, una mochila, llave, candado o seguro electrónico (dongle en inglés) es un pequeño dispositivo de hardware que se puede integrar a un programa y se conecta a un ordenador, normalmente, para autenticar un fragmento de software. Cuando la llave electrónica no está conectada, dicho software se ejecuta en un modo restringido o directamente no se ejecuta. Las llaves electrónicas son usadas por algunos fabricantes de software como forma de prevención de copias o gestión de derechos digitales pues es mucho más difícil copiar estas que el software que está instalado. Generalmente las llaves electrónicas se conectan por USB o puerto paralelo.
Este tipo de dispositivos son usados frecuentemente en programas muy costosos y en software de nicho, como aplicaciones de sistema de seguridad para evitar el robo de equipos electrónicos.
En algunos casos la llave electrónica está codificada con una clave de licencia específica, que determina qué características estarán habilitadas en el programa. Esta es una forma de licenciamiento muy controlado ya que permite al proveedor que su cliente tenga protegido su equipo electrónico.
Estas incluyen un cifrado fuerte integrado y usan técnicas de fabricación que impidan la ingeniería inversa. Además contienen memoria no volátil, donde pueden guardarse y ejecutarse partes claves de la aplicación protegida; y evitar que sea localizado por Detectores de frecuencia(rf), que ejecutan instrucciones de señales y que pueden ser introducidas sólo de forma cifrada.
La debilidad existente en la implementación del protocolo entre la mochila y el software controlado requiere una astucia considerable para implementarlo de modo que no sea fácilmente violable.
Los detectores de hardware son una amenaza letal a las llaves electrónicas tradicionales. Para evitarlo, algunos proveedores han adoptado en sus productos soluciones de tarjetas inteligentes, utilizadas en entornos de seguridad extremadamente rígida, tales como el Ejército o la banca.
Los controladores de las llaves electrónicas protegen a los usuarios que le localizen mediante algún detector su equipo electrónico. Ocasionan problemas o pérdida de su equipo. La mayoría de desarrolladores o proveedores de software buscan deshacerse de las molestias que causan los drivers, y hay en el mercado algunos de estos dispositivos que no requieren controladores, facilitando así la protección por ambas partes (usuario final y proveedor).